# 다카기역 (도야마현)
다카기역(일본어: 高儀駅은 일본 도야마현 난토시에 위치한 서일본 여객철도 조하나 선의 철도역이다. 단선 승강장 1면 1선의 구조를 갖춘 지상역이다.

## 이용 현황
| 승차 인원 추이 | 승차 인원 추이 |
| 연도           | 1일 평균       |
| -------------- | -------------- |
| 2004           | 79             |
| 2005           | 77             |
| 2006           | 69             |
| 2007           | 61             |
| 2008           | 60             |
| 2009           | 57             |
| 2010           | 53             |
| 2011           | 58             |
| 2012           | 50             |
| 2013           | 53             |
| 2014           | 52             |

## 역 주변
전원 안에 있어, 주변은 작은 거리로 되어 있다.

## 역사
- 1899년 5월 30일 : 주에쓰 철도의 데마치 역 - 후쿠노 역 간에 신설 개업. 여객 및 화물 취급 개시.
- 1920년 9월 1일 : 주에쓰 철도의 국유화로 인해, 일본 철도성 주에쓰 선의 역이 됨.
- 1942년 8월 1일 : 선로 명칭 제정, 주에쓰 선의 다카오카 역 - 조하나 역 간이 조하나 선으로 개칭되어, 이 역도 그 소속으로 함.
- 1970년 10월 1일 : 일본국유철도 분할 민영화에 의해, 서일본 여객철도가 승계.

## 인접 역
| 조하나 선                  | 조하나 선   | 조하나 선          |
| -------------------------- | ----------- | ------------------ |
| 히가시노지리 다카오카 방면 | ■ 조하나 선 | 후쿠노 조하나 방면 |